# Vallat
Vallat település Spanyolországban, Castellón tartományban. Vallat Argelita, Espadilla, Fanzara és Toga községekkel határos. Lakosainak száma 71 fő (2024).

## Népesség
A település népessége az elmúlt években az alábbi módon változott:
| Lakosok száma | 51   | 62   | 69   | 78   | 78   | 54   | 54   | 49   | 57   | 71   |
|               | 2001 | 2004 | 2006 | 2009 | 2011 | 2014 | 2016 | 2019 | 2021 | 2024 |